# Ragna Nikolasdatter
Ragna Nikolasdatter († po 3. únoru 1161) byla norská královna, manželka Øysteina II. Haraldssona.

## Život
Ragna byla dcerou Nikolase Måse ze Steigu v Gudbrandsdalenu. Její manželství s Øysteinem se patrně uskutečnilo několik let předtím, než v roce 1142 opustil Skotsko a odebral se do Norska. Ságy nezmiňují žádné děti narozené z tohoto manželství. V létě 1157 ovdověla, když byl Øystein v okolí dnešního Bohuslänu zajat a zabit muži svého nevlastního bratra Inge I. Norského.
O tři roky později, v roce 1160 byla Ragna zasnoubená s jiným bratrem krále Ingeho, Ormem Ivarssonen, později mocným mužem za vlády Magnuse V. Sňatek byl odložen na únor 1161, ale mezitím byl Inge 3. února 1161 zabit v bitvě proti Haakonovi II. Historické zdroje už dále o Ragně mlčí.
Ragna Nikolasdatter je společně s Ingebjørg Guttormsdatter, manželkou Øysteina I., jedinou norskou královnou mezi polovinou 11. století a 13. stoletím, která nepocházela z ciziny.